# Morphnus guianensis
Vulturul crestat (Morphnus guianensis) este o acvilă neotropicală. Este singurul membru din Ordinul Morphnus. Este răspîndit în grupuri izolate în: Guatemala, Belize, Nicaragua, Costa Rica, Panama, Columbia, Venezuela, Guiana, Surinam, Guiana Franceză, Brazilia, în estul andin din Ecuador, Peru, Paraguai, Bolivia și în nordul Argentinei.